# Шанхайские рыцари
«Шанхайские рыцари» (англ. Shanghai Knights) — фильм режиссёра Дэвида Добкина. Продолжение фильма «Шанхайский полдень» (2000).

## Сюжет
Чон Ван (Джеки Чан) и Рой О’Бэннон (Оуэн Уилсон) отправляются в Лондон, чтобы отомстить за убийство отца Чона и вернуть украденную императорскую печать. Там они сталкиваются с китайским заговорщиком Ву Чао и лордом Ратбоном, которые хотят захватить власть в Китае и Великобритании. Вместе с сестрой Чона Лин и полицейским Артуром Дойлом они пытаются предотвратить убийство королевы Виктории. В финале Ван побеждает Ратбона, Ву Чао погибает, а Рой признается в любви к Лин.

## В ролях
| Актёр              | Роль                 |
| ------------------ | -------------------- |
| Джеки Чан          | Чон Ван              |
| Оуэн Уилсон        | Рой О`Бэннон         |
| Аарон Джонсон      | Чарли Чаплин         |
| Том Фишер          | Артур «Арти» Дойл    |
| Эйдан Гиллен       | лорд Нельсон Рэтбоун |
| Фанн Вонг          | Чон Лин              |
| Донни Йен          | Ву Чоу               |
| Оливер Коттон      | Джек Потрошитель     |
| Элисон Кинг        | проститутка          |
| Ким Чан            | отец Чон Вана        |
| Джемма Джонс       | королева Виктория    |
| Константин Грегори | мэр                  |
| Том Ву             | боксер Лю            |
| Ричард Хаас        | уличный проповедник  |

## Саундтрек
1. All Day And All Of The Night — Джессика Харпер
2. Magic Bus (Who Matter remix) — «The Who»
3. Time Of The Season — «The Zombies»
4. England Swings — Роджер Миллер
5. One — Хэрри Нилссон
6. Yeh, Yeh — Джорджи Фэйм, «The Blue Flames»
7. Winchester Cathedral — The New Vaudeville Band
8. My Generation — «The Who»
9. Hot Pasta — Matter
10. The Seal In Danger — Рэнди Эдельман
11. Father Theme — Рэнди Эдельман
12. The Buddies Visit Buckingham Palace — Рэнди Эдельман
13. Rathbone’s Evil Heart — Рэнди Эдельман
14. Knights In Shining Armor — Рэнди Эдельман
15. Painkiller — Ким Феррон

## Награды
- При вручении премий канала «MTV» за 2003 год фильм «Шанхайские рыцари» боролся за награды в номинациях «Лучшая драка», «Лучшая экранная команда (Джеки Чан, Оуэн Уилсон)», но так и не получил ни одной награды.

## Съёмки
Съемки картины начались 4 февраля 2002 года на студии Баррандов, Чехия. Закончились 21 июня 2002 года.
Сцена с балом, который проходил по сценарию в английском замке в честь королевы, снималась в Чехии в замке Глубока над Влтавой с целью экономии на аренде.
Актриса Фэнн Вонг никогда не изучала боевые искусства. Исполнить сложные трюки ей помогли навыки балерины.